# Audio Dealers
Audio Dealers – polski zespół breakbeatowy założony w Łodzi w lipcu 2007 roku. Początkowo duet tworzyli Exwookie (Łukasz Rybski) - ojciec drum&bassowej formacji Sonic Trip oraz Lollie Dill (Karolina Koper). W 2009 do składu dołączył N.Kick (Dominik Urbański).

## Historia
Pierwszym utworem wydanym w 2008 roku był „Control”. Dotychczas zespół wydał 16 wydawnictw muzycznych dostępnych w sklepach z muzyką cyfrową. Występował na wielu festiwalach muzycznych w Polsce i za granicą: Jarmark Wojewódzki (Łódź 2007/2008), Vena Music Festival (2007), Przestrzeń Muzyki (2008), Festiwal Kultury Polskiej Luxemburg (2008), Wielka Orkiestra Świątecznej Pomocy (Łódź 2009). Koncertują również w klubach.
Wywiady z Audio Dealers i recenzje pojawiły się w: Dj Magazine, Radio Bis, Radio Łódź, na portalach: Breakbeat Canada, Wickedstyle Italia oraz Info Muzyka. Usłyszeć ich można było na antenie dawnego Radia Bis. Tam, ich utwór Control zdobył pierwsze miejsce na liście przebojów „Mocna 30”. To wydarzenie zaowocowało pojawieniem się właśnie tej kompozycji na składance Radia Bis w 2008 roku. 
Audio Dealers współpracuje z producentami z Polski i z Europy. Break The Box, znany z remiksów dla grupy Massive Attack, nawiązał z nimi stałą współpracę, której pierwszym osiągnięciem był remiks utworu „Run”. Numer ten został wydany na składance Radia Łódź, audycji Nocny Trans. 

## Muzycy

### Aktualny skład
- Exwookie
- Lollie Dill
- Peter Gryfin

## Dyskografia
- Control (2007)
- All Beautiful (2007)
- Sunglasses (2007)
- Mosquito (2007)
- Lollie's Contest (2008)
- Gods (2008)
- Contest (2008)
- Run (Break the Box Remix) (2008)
- Inner Light (2009)
- You Are the Energy (2009)
- Demon (2009)
- Ride (2009)